# Хімічна сумісність
Хімі́чна сумі́сність — відсутність або низька швидкість протікання хімічних реакцій з виділенням тепла або підвищенням тиску, загорянням, вибухом, виділенням токсичного пилу, газів або пари; або горючих газів чи пари між окремими складовими (компонентами) форми РАВ, між формою РАВ та матеріалом контейнера, іншими інженерними та природними бар'єрами сховища.